# De 3 vise männen
De 3 vise männen (spanska: Los Reyes Magos) är en spansk-fransk animerad film från 2003 i regi av Antonio Navarro.

## Handling
I år fick den unge Jim inte en enda julklapp. Hans farfar säger dock till honom att allt inte är förlorat: de tre vise männen har ännu inte passerat och det räcker att tro på det.
Som för tvåtusen år sedan i Judeen, några dagar före Jesu födelse, är Melchior, Gaspard och Balthazar, de tre vise männen, ute ledda av en mystisk stjärna och förenade sina krafter och sin visdom för att ge sig ut på historiens första skattjakt. Deras uppdrag innebar att finna tre kungliga attribut och erbjuda dem till den nyfödde.

## Rollista

### Svenska röster
- Niclas Ekholm – Gaspar
- Guy de la Berg – Melchor
- Fredrik Hiller – Baltasar
- Peter Kjellström – Herodes
- Anders Byström – Baruc
- Linus Lindman – Eldens ängel
- Claes Ljungmark – Belial
- Gunnar Uddén – Alfredo
- Robin Bivefors – Jimmy
- Lukas Larsson – Midas
- Micaela Remondi – Sara
- Johan Svensson – Tobia
- Övriga röster – Daniel Bergfalk, Gunilla Orvelius, Johan Wilhelmsson, Roger Storm, Stefan Berglund
- Översättning – Johan Wilhelmsson
- Regi/tekniker – Christian Jernbro, Oskar Skarp
- Svensk version producerad av KM Studio[2][3]